# John Stewart od Darnleya
Sir John Stewart od Darnleya, 1. seigneur od Concressaulta i 1. seigneur od Aubignya, grof od Évreuxa (oko 1380. – 1429.) bio je škotski plemić i istaknuti bojovnik tijekom Stogodišnjega rata.

## Život
Sin sir Aleksandra Stewarta od Darnleya i Janet Keith, John je bio dalji rođak škotskih kraljeva iz obitelji Stewart, kao potomak drugoga sina Aleksandra Stewarta, 4. visokog upravitelja Škotske, sir Johna Stewarta od Bonkylla.
Darnley je 1404. naslijedio posjede svoga oca, te je postao vitezom oko 1418. Bio je dijelom škotskih izviđačkih snaga, 1419., pod zapovjedništvom grofova od Buchana (Darnleyeva rođaka) i Wigtowna, poslanih u Francusku. Tamo je 1420. bio oslovljavan kao viši časnik (Constable) škotske vojske.
Darnley je bio prisutan kod značajnih škotskih pobjeda, na bitci kod Baugéa, 1421., i za svoju ulogu u boju zahvalni mu je francuski prijestolonasljednik dodijelio titulu gospodara Concressaulta, 1421., i Aubigny-sur-Nèrea, 1422.
Darnley je bio prisutan i zapovijedao u bitci kod Cravanta, gdje je bio zarobljen i izgubio jedno oko.
Za vrijeme svoga uzništva, Darnley nije mogao sudjelovati u bitci kod Verneiula, u kojoj je fracusko-škotska vojska doživjela težak poraz. Njegovu je otkupninu platio prijestolonasljednik Karlo, te je Darnley ponovno stupio u francusku službu, preuzevši zapovjedništvo preostalih škotskih snaga u zemlji. Nakon pobjede nad Englezima kod Mont-Saint-Michela, Darnley je postao grofom od Évreuxa, te mu je dopušteno dodati ljiljan na svoj grb.
Skupa s Renaudom od Chartresa, remskim nadbiskupom, vratio se 1428. u Škotsku kako bi prikupio dodatne snage i kako bi pregovarao budući brak između škotske princeze Margarete s prijestolonasljednikovim sinom Lujom.
U Francusku se ponovno vratio 1429., te je sudjelovao u opsadi Orléansa, gdje je stigao s 1.000 ljudi. Četiri dana kasnije, zapovijedao je škotskim kontigentom u bitci kod Herringsa, gdje je bio ubijen.
John Stewart od Darnleya pokopan je u katedrali u Orléansu.

## Ženidba i potomstvo
Darnley je ožeio Elizabethu, kćer Donnchadha, grofa od Lennoxa, oko 1408. Ona ga je pratila u Francusku, gdje je umrla deset mjeseci nakon njega. Pokopana je uz muža u Orléansu.
Imali su potomstvo
- Sir Alan Stewart od Darnleya, od kojega potječu Stewarti grofovi od Lennoxa, te svi škotski, engleski i britanski monarsi od Jakova VI. Škotskoga nadalje.
- Sir John Stewart, 2. Seigneur od Aubignya
- Alexander Stewart od Darnleya

## Vanjske poveznice
- Škoti u opsadi Orléansa (francuski)
- Škoti članovi francuskoga plemstva (engleski)